# Сокулка
Соку̀лка (на полски: Sokółka) е град в Североизточна Полша, Подляско войводство. Административен център е на Сокулски окръг, както и на градско-селската Сокулска община. Заема площ от 18,59 км2. Към 2010 година населението му възлиза на 18 532 души.

## Личности

### Родени в града
- Александър Богданов, руски учен и идеолог на социализма.